# 温斯顿·洛德

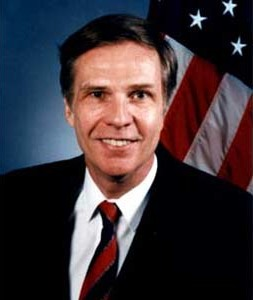
温斯屯·洛德

温斯屯·洛德（英語：Winston Lord，1937年8月14日—）出生于美国纽约州纽约市。于1977年-1985年担任美国对外关系委员会主席。1985年-1989年初任美国驻华大使。1993年-1997年任美国助理国务卿。

## 生平
温斯屯·洛德·洛德是家中的第三子。其父奧斯瓦爾德·貝茨·洛德（1903–1986）是当时纺织工业的知名人士。其母瑪麗·皮爾斯伯里·洛德（出身于食品加工业的Pillsbury家族）（1904–1978）曾任美国驻联合国大会代表，美国驻联合国人权委员会代表，并曾获得国际救援委员会自由奖。
1959年洛德以极优等成绩毕业于耶鲁大学，1960年以班级第一的成绩在弗莱彻法律与外交关系学院获得学士学位。1964年温斯顿·洛德娶华裔同学包柏漪为妻。包柏漪后来成为一位知名作家及人权活动人士。

## 政治生涯
洛德是1970年代重建中美外交关系的关键人物之一。1969年至1973年，洛德是美国国家安全委员会的一名计划员，任国家安全顾问亨利·基辛格的特别助理。洛德是1971年基辛格秘密访华的随行人员之一，也是1972年尼克松访华的代表团成员之一，并在1975年随福特总统一道访华。洛德1973年-1975年任美国国务院政策规划主任以及首席对华政策顾问。1985年-1989年里根任职总统期间洛德担任美国驻华大使。
1994年，中華民國總統李登輝訪問中南美洲及非洲，過境美國夏威夷，成為中華民國與美國斷交後首位訪美的臺灣總統。然而時任美國國務院負責東亞事務的助理國務卿羅德從嚴解釋「一個中國」政策，反對李登輝於夏威夷過夜，認為專機過境加油讓李登輝下來休息已很夠意思。:294美方最終不允許李登輝在境內過夜，只安排到當地空軍基地的小房間休息，由一個上尉階級的軍官接待。此事件引起美國國會及輿論嘩然，認為一個號稱民主的國家，竟然受迫於另一個國家的威脅，在臺灣總統過境的問題上採取失禮的態度。國會開始對這個問題高度關注，並對行政部門痛加檢討，與臺灣政府友好的議員開始展開連署，要求應該放寬對臺灣領導人的限制。:264-2651995年2月起，眾議院兩黨眾議員紛紛發言主張歡迎臺灣的領導人訪問美國，羅德被迫處於守勢，招架乏力。只能一再強調不准臺灣領導人訪美的政策。:297在國會強大壓力下，與李登輝母校康乃爾大學校長的熱心，使柯林頓政府作出決定。在1995年5月中使李登輝訪問母校康乃爾大學的計畫獲得批准。:264-265
除了政府公职之外，洛德也在许多外交有关的私人企业、非政府组织以及非盈利机构担任职务。他曾担任国际救援委员会联合主席，目前担任美国北韩人权委员会委员。
洛德和妻子有两个子女：伊麗莎白·皮爾斯伯里·洛德（Elizabeth Pillsbury Lord）和溫斯頓·鮑·洛德（Winston Bao Lord）